# Lycopersicon esculentum
Lycopersicon esculentum là loài thực vật có hoa trong họ Cà. Loài này được Mill. mô tả khoa học đầu tiên năm 1768.